# Барщевский, Лев Семёнович
Ле́в Семёнович Барще́вский (пол. Leon Barszczewski) (20 февраля 1849, Варшава — 22 марта 1910, Ченстохова) — топограф, геолог, этнограф, археолог, натуралист, гляциолог, исследователь культуры Средней Азии, полковник армии Российской Империи.

## Биография
Происходил из шляхетской семьи из Сувалок, которая после прим. 1825 года покинула Подлясье. В раннем возрасте осиротел и жил у старшей сестры в Черкассах. Его старшие братья были осужденны за участие в Январском восстании, и их судьба неизвестна.
Окончив военную гимназию в Киеве, в 1866 году поступил в Константиновское военное училище, которое окончил в следующем году, затем направился в юнкерскую пехотную школу в Одессе. Когда его спросили на уроке истории о «бунте поляков», он защищал повстанцев, за что был исключён из списка студентов и в звании юнкера переведён в полк в Херсонской губернии. Там покупал книги, учебники, учил языки и ремесла, а искусству фотографии научился у художника-акварелиста и фотографа Николая Осипова.
После присоединения Туркестана Россией в 1876 году, Барщевский добровольцем вызвался поехать на вновь приобретенные территории, где служил в топографическом подразделении. До 1897 года жил в основном в Самарканде, где в 1880 он женился на Ирене Недзвецкой, которая умерла после 10 лет брака. В задачи его подразделения входило исследование местности и прокладка новых дорог стратегического значения в направлении Китая и Афганистана.
Изучал быт и нравы туземцев в Самарканде, фотографировал их жизнь. Путешествовал по рекам Зеравшан, Фандарья, Искандердарья и Ягноб, через которые шли тропы на Гиссарский хребет и в Бухарский эмират. Был соорганизатором научных экспедиций. Начал археологические работы в Афрасиабе — городе, который позже стал современным Самаркандом. Там была собрана обширная коллекция древностей; часть её положила начало коллекции Государственного музея истории и культуры Узбекистана в Самарканде, а часть он продал французам. Полученные от продажи деньги он пустил на постройку угольной шахты вблизи Самарканда.
Был членом Русского географического общества в Санкт-Петербурге и Императорского Русского общества акклиматизации животных и растений в Москве.
С 1897 года находился в Седльце, где командовал полком пехоты. Принимал участие в Русско-японской войне. С 1906 года в отставке. После обвинения в растрате полковых денег, выехал в Ченстохову, где совершил самоубийство, чтобы избежать бесчестия, в одном из местных отелей. Был похоронен на кладбище «Куле» в Ченстохове. В 1995 году его могила была семьей перенесена на Старые Повонзки в Варшаву.
В его честь ботаник В. И. Липский назвал один из ледников  Гиссаро-Алая, и вид рода Allium — лук Барщевского.

## Выставки
- Фотографии ледников Средней Азии, Париж, 1895 год.
- Фотографии жителей Средней Азии, Варшава, 1901 год.

## Награды
- Орден Святого Владимира
- Орден Святой Анны
- Орден Благородной Бухары

## Комментарии
1. ↑  Ледник Барщевского, на некоторых картах "Ледник Борщевского" на южном склоне Зеравшанского хребта, к югу от перевала Назар-Айляу, в верхавьев рек Оби-Мазар и Кобуд[3].